# 洪雅語

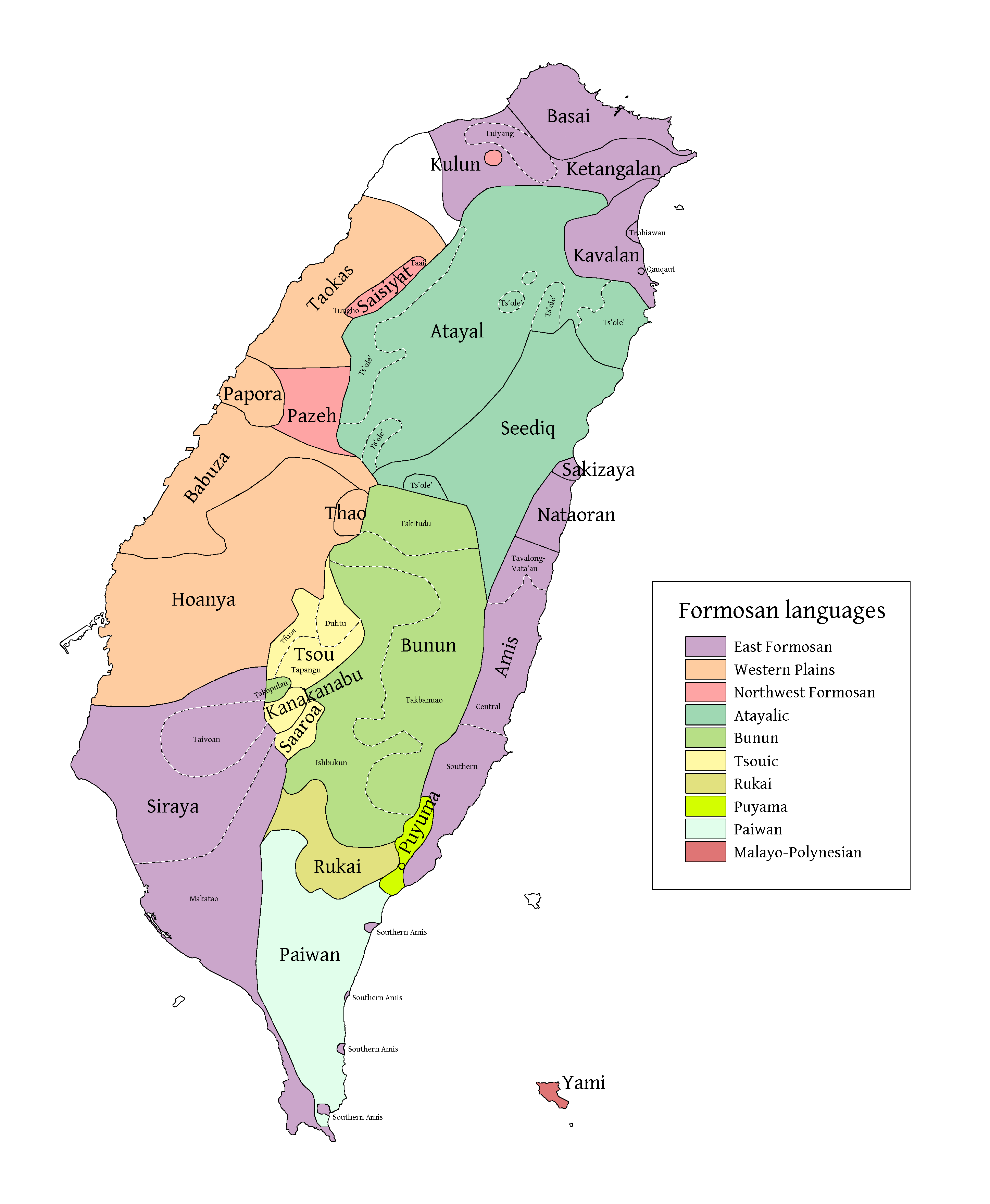
漢人遷台之前的台灣南島語言分布圖(按 Blust, 1999).東台灣"蘭嶼島(深紅色)表示為使用馬來-玻里尼西亞語族巴丹語群達悟語的區域.

洪雅語，又譯為和安雅語，為台灣西北部平埔族洪雅族所用的台灣南島語言，歸類在西部平原台灣南島語族下。於2011年2月21日世界母語日聯合國教科文組織發表世界各地母語現況報告。在台灣部分，其中洪雅語等語言，已被認定流失。

## 洪雅語詞
現存詞語如下：

### 數詞
| 基數   | 1     | 2    | 3    | 4     | 5    | 6   | 7      | 8     | 9     | 10       |
| 中文   | 一    | 二   | 三   | 四    | 五   | 六  | 七     | 八    | 九    | 十       |
| 洪雅語 | mital | misa | miru | mipal | lima | rom | pit-to | ta-lo | a-sia | myataisi |

### 一般語詞
| 洪雅語       | 中文      | 古南島語    |
| ------------ | --------- | ----------- |
| lima         | 五        | *lima       |
| lipun        | 牙齒      | *lipen      |
| magi         | 來        | *um-aRi/aRi |
| matala-gasut | 一百/一   | *RaCus      |
| pai          | 女人/女性 | *bahi₁      |
| pa-itik      | 較少      | *qitik₁     |
| sibus        | 甘蔗      | *CebuS      |
| sikan        | 魚        | *Sikan      |
| suazi        | 妹妹      | *Suaji      |
| tmālato      | 聽        | *tumaNa     |
| usa          | 去/離開   | *uSa        |

## 諸羅山社平埔歌謠
下列為洪雅族諸羅山社之豐年歌：

諸羅山社豐年歌

洪雅語直譯：麻然玲麻什勞林，

中文：今逢豐年大收，
洪雅語直譯：蠻南無假思毛者，

中文：約會社眾，
洪雅語直譯：宇烈然 沙無嗄，

中文：都須釀美酒，

洪雅語直譯：宇烈嘮來奴毛沙喝嘻，

中文：齊來賽戲，
洪雅語直譯：麻什描然麻什什。

中文：願明年還似今年。

## 相關連結
- 巴布薩語
- 巴布拉語
- 巴宰語

## 外部連結
- Ethnologue report for language code: ppu--Papora-Hoanya （页面存档备份，存于）
- ABVD: Hoanya Tsuchida(1982)(土田滋)
- ACD-Languages:Hoanya （页面存档备份，存于）
- Ogawa's Vocabulary of Formosan Dialects/小川尚義「臺灣蕃語蒐録」
- Austronesian Comparative Dictionary （页面存档备份，存于）
- 原住民族族語線上詞典 （页面存档备份，存于）
- 原住民族語言研究發展中心 （页面存档备份，存于）
- Alilin 原住民族電子書城 （页面存档备份，存于）
- YouTube上的Myth(神話/song)